# Всесоюзная Демократическая партия
Всесоюзная Демократическая партия (также известна как Демократический союз) — подпольная молодёжная антисталинская организация, существовавшая в Москве и Воронеже в 1948 году.
Инициаторами создания организации были Александр Тарасов и Виктор Белкин, которые подружились в 1945 году во время учёбы в Московском институте международных отношений. В 1946 году Белкина исключили из Московского института международных отношений как политически неблагонадёжного и он уехал домой в Воронеж, где поступил в Воронежский государственный университет.
Летом 1948 года Белкин и Тарасов договорились о создании подпольной антисталинской организации и разработали устав, которым предусматривалось, что организация должна строиться по принципу «пятёрок» с соблюдением строгой конспирации. Каждый из вступающих в организацию был обязан дать клятву, платить членские взносы в размере 15 рублей в месяц и участвовать в работе одного из звеньев организации. Каждый из участников организации должен был привлекать в организацию новых лиц и создать из них свое звено. Каждому члену организации присваивалась кличка. Белкин избрал себе кличку «Алексей Шубин», а Тарасов — «Пётр Егоров».
В сентябре 1948 года Тарасов в Москве привлёк в организацию Израиля Мазуса, студента Московского авиационно-технологического института, Бориса Воробьёва, студента Московского авиационного института, Анну Заводовову, сотрудницу ВОКСа и одновременно студентку вечернего отделения Института иностранных языков. Тарасов давал им понять, что их «пятёрка» — лишь одна из многих в большой подпольной организации.
Белкин же в Воронеже привлёк в организацию студентов Воронежского государственного университета Семёна Черепинского, Анну Винокурову, Людмилу Михайлову, Василия Климова и сотрудника отдела культпросветработы Воронежского облисполкома Василия Гаркавцева.
Тарасов и Белкин, привлекая в организацию новых членов, говорили, что существующий в СССР строй не является социалистическим, а представляет собой государственный капитализм, что рабочие подвергаются эксплуатации, а крестьяне работают на государство, облагаются непосильными налогами и поэтому не заинтересованы в существовании колхозов. Участники обеих групп периодически собирались и обсуждали политические вопросы. Они намеревались приобрести пишущую машинку и заняться изготовлением и распространением листовок, а также намечали выпуск машинописного журнала, для которого Тарасов уже написал одну статью.
Между московской и воронежской группами велась условная переписка при помощи специального кода. Гаркавцев должен был наладить изготовление поддельных документов на случай провала кого-либо из участников организации и перехода на нелегальное положение. В начале ноября 1948 года Белкин дал задание Климову создать «группу боевиков», которая должна была приобрести оружие для убийства провокаторов, могущих проникнуть в организацию. В Воронеже была предпринята попытка убить некую Вольтер, которую подозревали в предательстве организации, но она осталась жива, так как пистолет дал осечку.
27 ноября 1948 года органами МГБ были арестованы Тарасов и Мазус, а затем были арестованы и другие участники организации.
Приговоры членам организации в апреле 1949 года вынесло во внесудебном порядке Особое совещание при МГБ. Тарасов и Белкин были приговорены к 10 годам лагерей каждый, остальные члены организации получили меньшие сроки заключения.